# هنري غرين
هنري غرين (بالإنجليزية: Henry Green)‏ (29 أكتوبر 1905 في المملكة المتحدة - 13 ديسمبر 1973، لندن في المملكة المتحدة)؛ كاتب وروائي بريطاني.

## روابط خارجية
- هنري غرين على موقع IMDb (الإنجليزية)
- هنري غرين على موقع الموسوعة البريطانية (الإنجليزية)
- هنري غرين على موقع مونزينجر (الألمانية)
- هنري غرين على موقع إن إن دي بي (الإنجليزية)
- هنري غرين على موقع قاعدة بيانات الفيلم (الإنجليزية)